# Torre del Brujuelo
La Torre del Brujuelo son los restos de una atalaya de planta cuadrada de la que actualmente solo restan sus cimientos, situada al noreste del término municipal de Jaén (Andalucía, España). Fue construida entre finales del siglo XIII y principios del siglo XIV. Junto a ella aparecen una serie de estructuras cuadradas de extensión considerable, que los relaciona con una zona de uso ganadero –rediles–, sin poderse descartar completamente la de hábitat.

## Descripción
La torre está construida con mampostería irregular y yeso, y aprovecha afloramientos rocosos en su edificación. La fuerte erosión natural y el uso de sus materiales como cantera para los cortijos de alrededor han ocasionado que su conservación haya sido pésima.
Conecta visualmente con el Castillo de Peñaflor, con el Torreón del Sordo, con Torremocha, y con la localidad de Torrequebradilla. Además controlaba el camino Jaén-Baeza, que transcurría por la parte baja del cerro en el que se asienta, de manera conjunta con la Torre de Galapagar.

## Historia
El topónimo del lugar, que en la Baja Edad Media era «Arbujuelo» o «Albuxuelo», aparece citado por primera vez en la documentación escrita en el año 1401, en el apeo de dehesas boyales del Concejo de Jaén. En él se deja claro que la torre y su dehesa ya existían en la primera mitad del siglo XIV. La dehesa seguramente era propiedad del Concejo de Jaén, explotada en régimen de arrendamiento.

... por las vertientes de contra la torre del dicho Arbujuelo e por el alcor de las dichas vertientes hasta un çerrillo de unas peñas pusyeron e refrescaron syete mojones ...

En el documento de apeo de 1410, donde se visitaba de nuevo la dehesa, la cual resultó acrecentada sin permiso, se citan dos villares. Estos correspondían respectivamente con un asentamiento ibérico con fase Medieval Islámica y con otro de hasta cuatro fases de ocupación. La erosión natural y la actividad agrícola como el cultivo del olivos han causado la práctica destrucción de los restos, que en el siglo XV aún eran visibles.
Muy cerca del cerro se encuentran las salinas del Brujuelo. Se conoce que en 1479 eran propiedad concejil, explotadas en régimen de arrendamiento. De esta manera, la torre servía también para controlar y vigilar dicha explotación salina.